# Utagawa Toyohiro

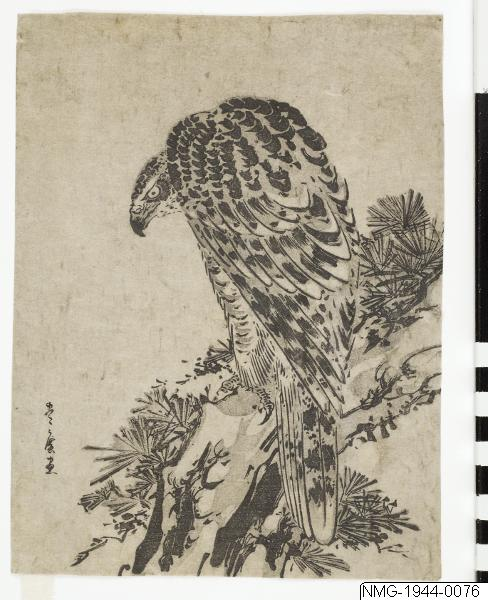
Örn sittande på en tallgren, ett träsnitt av Toyohiro, fanns med på Japanska konstutställningen i Stockholm 1911.

Utagawa Toyohiro (japanska 歌川豊広, 歌川豐廣), född Okajima Tōjiro, artistnamn Ichiryusai,1773 och död 1828, var en japansk målare och ukiyo-e-konstnär vid Utagawaskolan. Han var under en kort period lärare åt konstnären Ando Hiroshige (1797–1858).